# ŠKF Sereď
ŠKF iClinic Sereď – słowacki klub piłkarski, mający siedzibę w mieście Sereď położonym na zachodzie kraju.

## Historia
Chronologia nazw:
- 1914: Seredský ŠK (Seredský športový klub)
- 1957: TJ Slavoj Sereď (Telovýchovná jednota Slavoj Sereď)
- 1966: TJ Hutník Sereď (Telovýchovná jednota Hutník Sereď)
- 19??: ŠKF Sereď (Športový klub futbalu Sereď)
- 2018: ŠKF iClinic Sereď

Klub piłkarski Seredský ŠK został założony w Sereď 28 czerwca 1914 roku. Na początku istnienia zespół uczestniczył w rozgrywkach lokalnych. W 1957 klub zmienił nazwę na TJ Slavoj Sereď. W latach 1962–1978 występował w czechosłowackich ligach Krajský prebor (grupa západ) (1962-1965, 1967-1976) i Divízia E (1965–1967, 1976–1978). W 1966 przyjął nazwę TJ Hutník Sereď, a potem ŠKF Sereď. W latach 1978–1981 klub grał w Divízia (grupa západ). W 1981 awansował do 2. ligi (grupa západ). Po rozpadzie Czechosłowacji w 1993 został przydzielony do trzeciej ligi. Od 1994 do 2002 występował na IV lub V poziomie. W sezonie 2010/11 startował w 3.lidze. W sezonie 2014/15 zespół debiutował w drugiej lidze. W sezonie 2017/18 zwyciężył w 2.lidze i został promowany do pierwszej ligi. W sezonie 2018/19 zespół po odnalezieniu sponsora zmienił nazwę na ŠKF iClinic Sereď i debiutował w rozgrywkach najwyższej ligi.

## Sukcesy

### Trofea międzynarodowe
Nie uczestniczył w rozgrywkach europejskich (stan na sezon 2022/2023).

### Trofea krajowe
| \| \| Zdobyte trofea w rozgrywkach Słowacji (stan na: 31-05-2018) \| |                                                             |      |          |
| Rozgrywki                                                            | Osiągnięcie                                                 | Razy | Sezon(y) |
| Mistrzostwo                                                          | I miejsce                                                   | 0    |          |
| Mistrzostwo                                                          | II miejsce                                                  | 0    |          |
| Mistrzostwo                                                          | III miejsce                                                 | 0    |          |
| Puchar                                                               | zdobywca                                                    | 0    |          |
| Puchar                                                               | finalista                                                   | 0    |          |
| Puchar                                                               | 1/8 finału                                                  | 1    | 2016/17  |
| II liga                                                              | I miejsce                                                   | 1    | 2017/18  |
| II liga                                                              | II miejsce                                                  | 0    |          |
| II liga                                                              | III miejsce                                                 | 0    |          |
| Słowacja                                                             | Zdobyte trofea w rozgrywkach Słowacji (stan na: 31-05-2018) |      |          |

## Stadion
Klub rozgrywa swoje mecze domowe na Štadiónie Myjava, który może pomieścić 2800 widzów. Do 2018 roku grał na stadionie ŠKF Sereď w Sereď (5800 widzów).

## Inne
- Spartak Trnawa